# Hoshi (Sängerin)

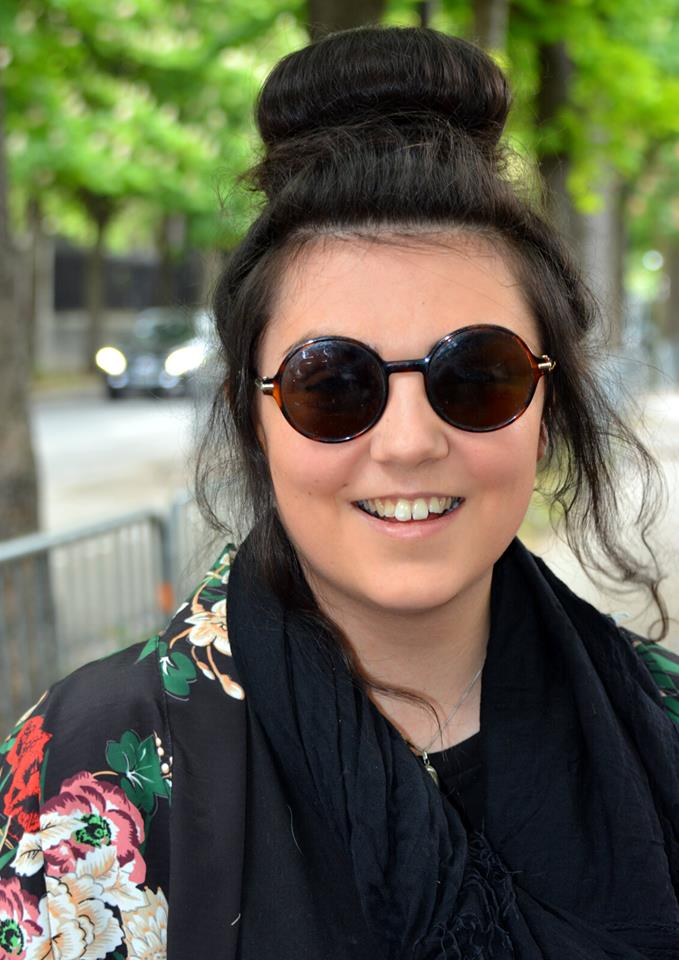
Hoshi (2018)

Mathilde Gerner, mit Künstlernamen Hoshi, ist eine französische Liedermacherin.

## Leben
Mathilde Gerner kam am 14. September 1996 in Versailles zur Welt und wuchs in Montigny-le-Bretonneux, im Gemeindeverband Saint-Quentin-en-Yvelines auf. Mit sechs Jahren begann sie Klavier zu spielen, mit 15 Gitarre. Zur gleichen Zeit schrieb sie ihre ersten Lieder.

### Musikalische Karriere
Ihre ersten musikalischen Auftritte hatte Mathilde Gerner mit der im September 2011 entstandenen vierköpfigen Schülerband TransyStory. Sie war in der 10. Klasse und übernahm in der Band Gesang, Piano und Rhythmusgitarre Fasziniert von der japanischen Kultur, wählte Gerner als Bühnennamen Hoshi Hideko. oder einfach nur Hoshi (星), was auf Japanisch „Stern“ bedeutet. In einem Interview im Oktober 2014 gab sie an, sich den Künstlernamen Hoshi sogar schon vor der Formierung von TransyStory ausgesucht zu haben; „Hideko“ habe sie nur hinzugefügt, um sich in den sozialen Netzwerken leichter wiederzufinden.
TransyStory spielte gelegentlich im Gemeindesaal von Montigny-le-Bretonneux, u. a. auch Lou, ihre erste auch aufgenommene eigene Komposition. Zur gleichen Zeit trat Hoshi auch allein auf und gewann im Dezember 2011 den vom Stadtrat ihrer Wohngemeinde veranstalteten Wettbewerb Jeunes Talents, c’est maintenant!. Bei dieser Gelegenheit wurde sie von Marc Isacco entdeckt, der sie mit etablierten Künstlern in Kontakt brachte und ihr Auftritte in größeren Sälen ermöglichte. Als TransyStory sich Ende 2012 trennte, verfolgte Hoshi ihre musikalische Karriere allein weiter.
Seit ihrer Kindheit litt sie immer wieder an vorübergehenden Gehörverlusten. Erst bei ihrer ersten Tournee erfuhr sie, dass sie an Morbus Menière leidet. Sie spielte darauf bei einem Interview im Februar 2020 an und sprach darüber im April 2021 in der Sendung C à vous. Auch in ihren autobiographisch geprägten Liedern Fais‐moi signe und Mauvais Rêve („La vie me met un tacle du haut de mes 25 ans / Ma maladie porte une cape et me grignote les tympans / Je serai pas Hoshi toute la vie, je devrai vivre sans vos cris“) spielt sie darauf an. Nach Japan gereist ist sie noch nie, schon weil sie aufgrund ihrer Erkrankung an Morbus Menière nicht fliegen kann.
Bekanntheit erlangte Hoshi durch Cover-Songs, die sie im Internet veröffentlicht. In der Folge erfuhr sie Unterstützung durch das Label Styiens. 2015 wurde der Direktor der Castingshow The Voice auf sie aufmerksam. Obwohl sie das Vorsingen erfolgreich durchlief, beendete sie ihre Teilnahme, als man ihr seitens der Show ein Lied aufzwingen wollte.
Sie verließ das Lycée und trat als Straßenmusikerin auf. 2014 nahm sie an der Sendung Rising Star beim Sender M6 teil, scheiterte aber mit ihrer Cover-Version von Mistral gagnant an der weiteren Qualifizierung. Sie trat weiter als Straßenmusikerin auf, erprobte so ihre eigenen Kompositionen. und trat solo auf kleinen Konzerten auf. Erst zwei Jahre später wurde sie kontaktiert und erhielt einen Vertrag beim Label Jo&Co.
Am 3. März 2017 kam ihre erste Single Comment je vais faire heraus. Lied und Clip hatten bereits einen gewissen Erfolg. Am 19. Mai 2017 kam ihre erste EP Comment je vais faire heraus. Sie umfasst den gleichnamigen Titel, auch in einer Akustik-Version, sowie die drei weiteren Stücke Manège à trois, En gros tout est gris und Parking sonne. Am 5. Oktober 2018 sang sie im Duett das Lied À qui la faute von Ycare. Am 23. März 2018 kam ihr erstes Album Il suffit d'y croire heraus. Einen ersten größeren Erfolg erzielte sie mit dem Titel Ta Marinière.
2020 war Hoshi bei den Victoires de la musique in der Kategorie Révélation scène (Bühnenentdeckung) nominiert.
2022 sang sie bei den Victoires de la musique ihr Lied Fais-moi signe in dem sie auf ihre Erkrankung anspielt und erntete Standig Ovations. Im gleichen Jahr übernahm sie die Singstimmte der Figur Uta im Film One Piece: Red, der am 6. August 2022 in Japan in die Kinos kam und am 10. August in Frankreich.

### Privatleben
Als sie für den Preis für die frankophone Neuentdeckung des Jahres nominiert war, zeigte sich Hoshi im November 2018 mit der Sängerin Gia Martinelli auf dem Roten Teppich des NRJ Music Awards. Im Dezember des gleichen Jahres klagte sie über einen Artikel in Paris Match, der über ihre Homosexualität berichtete, die dort wiedergegebenen Aussagen so nicht gemacht zu haben. Ihre Beziehung beendeten Hoshi und Gia Martinelli im Sommer 2024.
Nachdem sie nach ihrem Auftritt bei den Victoires de la musique am 14. Februar 2020 eine Tänzerin geküsst hatte, wurde Hoshi das Opfer von homophobem Cyber-Mobbing, woraufhin sie wegen Mobbing, Mord- und Vergewaltigungsdrohungen, schwerer Beleidigung und Aufstachelung zum Hass Anzeige erstattete. Fünf Minderjährige und ein Erwachsener wurden vernommen; mit dem Urteil der 24. Kammer des Tribunal judiciare de Paris vom 2. Juni 2023 wurde der erwachsene Täter zu acht Monaten Freiheitsstrafe, davon sechs auf Bewährung verurteilt. Nach der Veröffentlichung eines Fotos eines Konzerts am 17. Mai 2024 wurde sie erneut Opfer verbaler Übergriffe in den „sozialen“ Netzwerken.
Hoshi ruft angesichts der Straflosigkeit homophober Nachstellungen regelmäßig die öffentliche Hand zum Handeln auf. Nach dem Suizid des 13-jährigen Lucas, der Opfer homophober Angriffe geworden war, schrieb sie: „En France, on peut menacer les gens, tenir des propos homophobes et sortir librement dans la rue…“ („In Frankreich kann man die Leute bedrohen, homophobe Aussagen machen und frei auf die Straße gehen …“). „La justice manque sûrement de moyens“ („Der Justiz fehlen sicherlich die Mittel“).

## Stil und Einflüsse
Hoshis Stil ist von recht unterschiedlichen Vorbildern beeinflusst: Jacques Brel, Serge Gainsbourg, Catherine Ringer, Les Rita Mitsouko, Noir Désir, Léo Ferré, The Cranberries, Patti Smith, Janis Joplin, Izïa Higelin und Nirvana.

## Diskografie

### Studioalben
| Jahr | Titel Musiklabel           | Höchstplatzierung, Gesamtwochen, AuszeichnungChartplatzierungen (Jahr, Titel, Musiklabel, Platzierungen, Wochen, Auszeichnungen, Anmerkungen) | Höchstplatzierung, Gesamtwochen, AuszeichnungChartplatzierungen (Jahr, Titel, Musiklabel, Platzierungen, Wochen, Auszeichnungen, Anmerkungen) | Höchstplatzierung, Gesamtwochen, AuszeichnungChartplatzierungen (Jahr, Titel, Musiklabel, Platzierungen, Wochen, Auszeichnungen, Anmerkungen) | Anmerkungen                                                                                               | [↑]: gemeinsam behandelt mit vorhergehendem Eintrag; [←]: in beiden Charts platziert |
| Jahr | Titel Musiklabel           | FR | BEW | CH | Anmerkungen                                                                                               |                                                                                      |
| ---- | -------------------------- | --- | --- | --- | --- | ------------------------------------------------------------------------------------ |
| 2018 | Il suffit d’y croire Jo&Co | FR9 ×3Dreifachplatin · (132 Wo.)FR | BEW36 (84 Wo.)BEW | — | Erstveröffentlichung: 11. Mai 2018                                                                        |                                                                                      |
| 2020 | Sommeil levant Jo&Co       | FR7 Platin · (88 Wo.)FR | BEW8 (17 Wo.)BEW | CH53 (2 Wo.)CH | Erstveröffentlichung: 27. März 2020                                                                       |                                                                                      |
| 2021 | Étoile flippante Jo&Co     | FR108 Platin · (46 Wo.)FR | BEW43 (25 Wo.)BEW | CH50 (2 Wo.)CH | Erstveröffentlichung: 18. Juni 2021                                                                       |                                                                                      |
| 2023 | Cœur parapluie Jo&Co       | FR2 Platin · (66 Wo.)FR | BEW9 (55 Wo.)BEW | CH66 (1 Wo.)CH | Erstveröffentlichung: 1. September 2023                                                                   |                                                                                      |
| 2024 | Cœur papillon Jo&Co[FR: ↑] | FR2 Platin · (66 Wo.)FR | BEW31 (10 Wo.)BEW | CH94 (1 Wo.)CH | Erstveröffentlichung: 15. November 2024 Neuauflage des Albums Cœur parapluie mit acht zusätzlichen Titeln |                                                                                      |

### Soundtracks
| Jahr | Titel              | Höchstplatzierung, Gesamtwochen, AuszeichnungChartplatzierungen (Jahr, Titel, Platzierungen, Wochen, Auszeichnungen, Anmerkungen) | Höchstplatzierung, Gesamtwochen, AuszeichnungChartplatzierungen (Jahr, Titel, Platzierungen, Wochen, Auszeichnungen, Anmerkungen) | Höchstplatzierung, Gesamtwochen, AuszeichnungChartplatzierungen (Jahr, Titel, Platzierungen, Wochen, Auszeichnungen, Anmerkungen) | Anmerkungen                                                                                 |
| Jahr | Titel              | FR | BEW | CH | Anmerkungen                                                                                 |
| ---- | ------------------ | --- | --- | --- | ------------------------------------------------------------------------------------------- |
| 2022 | Les Chansons d’Uta | FR60 (2 Wo.)FR | — | — | Erstveröffentlichung: 9. September 2022 Filmmusik des Zeichentrickfilms One Piece Film: Red |

### EPs
- 2017: Comment je vais faire

### Singles
| Jahr | Titel Album                                        | Höchstplatzierung, Gesamtwochen, AuszeichnungChartplatzierungen (Jahr, Titel, Album, Platzierungen, Wochen, Auszeichnungen, Anmerkungen) | Höchstplatzierung, Gesamtwochen, AuszeichnungChartplatzierungen (Jahr, Titel, Album, Platzierungen, Wochen, Auszeichnungen, Anmerkungen) | Anmerkungen |
| Jahr | Titel Album                                        | FR | BEW | Anmerkungen |
| --- | -------------------------------------------------- | --- | --- | --- |
| 2017 | Comment je vais faire Il suffit d’y croire         | FR— GoldFR | — | Erstveröffentlichung: 14. April 2017                                                                                     |
| 2018 | Ta marinière Il suffit d’y croire                  | FR48 Diamant · (46 Wo.)FR | — | Erstveröffentlichung: 13. April 2018                                                                                     |
| 2019 | Je vous trouve un charme fou Il suffit d'y croire  | — | — | Erstveröffentlichung: 22. März 2019 feat. Gaëtan Roussel                                                                 |
| 2019 | Amour censure Sommeil levant                       | FR148 Platin · (14 Wo.)FR | BEW6 (17 Wo.)BEW | Erstveröffentlichung: 2. Dezember 2019                                                                                   |
| 2020 | SQY Sommeil levant                                 | — | — | Erstveröffentlichung: 6. März 2020                                                                                       |
| 2020 | Marche ou rêve Sommeil levant                      | — | — | Erstveröffentlichung: 13. März 2020                                                                                      |
| 2020 | Enfants du danger Sommeil levant                   | — | — | Erstveröffentlichung: 15. Mai 2020                                                                                       |
| 2021 | Et même après je t’aimerai Étoile flippante        | FR136 Diamant · (13 Wo.)FR | — | Erstveröffentlichung: 29. Januar 2021                                                                                    |
| 2021 | Allez là Étoile flippante                          | — | — | Erstveröffentlichung: 18. Mai 2021                                                                                       |
| 2021 | Il était une toi Étoile flippante                  | — | — | Erstveröffentlichung: 27. Mai 2021                                                                                       |
| 2023 | Mauvais rêve Cœur parapluie                        | FR— PlatinFR | — | Erstveröffentlichung: 14. April 2023                                                                                     |
| 2023 | Je partirai Cœur parapluie                         | FR175 Gold · (2 Wo.)FR | — | Erstveröffentlichung: 26. Mai 2023                                                                                       |
| 2024 | Tu vas me quitter encore longtemps ? Cœur papillon | — | — | Erstveröffentlichung: 17. Oktober 2024                                                                                   |
| 2025 | Lola –                                             | FR71 Gold · (21 Wo.)FR | — | Erstveröffentlichung: 7. Februar 2025 mit Superbus feat. Nicola Sirkis                                                   |
| 2025 | Grand soleil –                                     | FR56 (… Wo.)FR | — | Erstveröffentlichung: 14. März 2025 Damso feat. Various Artists; Benefizsingle für die Anti-AIDS-Veranstaltung Sidaction |
| Folgende Lieder erschienen nicht als Single, wurden aber durch das Album zum Download und Streaming bereitgestellt und konnten somit eine Platzierung erlangen: |                                                    | | | |
| |                                                    | | | |
| 2024 | Puis t'as dansé avec moi Cœur parapluie            | FR124 Gold · (8 Wo.)FR | BEW43 (2 Wo.)BEW | |

Weitere Lieder
- 2017: Manège à trois (FR: Gold)
- 2018: Femme à la mer (FR: Gold)
- 2018: Je vous trouve un charme fou (FR: Gold)
- 2018: Te parler pour rien (FR: Gold)
- 2021: J’te pardonne (FR: Gold)

## Auszeichnungen
| Jahr | Veranstaltung                             | Kategorie/Stück                         | Ergebnis      |
| ---- | ----------------------------------------- | --------------------------------------- | ------------- |
| 2018 | NRJ Music Awards                          | Révélation francophone de l'année       | nominiert     |
| 2020 | Victoires de la musique                   | Révélation scène                        | nominiert     |
| 2020 | La Chanson de l'année                     | Amour Censure                           | nominiert     |
| 2021 | NRJ Music Awards                          | Artiste féminine francophone de l'année | nominiert     |
| 2022 | Victoires de la musique                   | Artiste interprète féminine             | nominiert     |
| 2023 | Prix Rolf Marbot de la chanson de l'année | Mauvais Rêve                            | ausgezeichnet |